# Melun
Melun é uma comuna francesa localizada na região administrativa da Île-de-France, no departamento Sena e Marne. A comuna possui 40 011 habitantes segundo o censo de 2014.
A comuna é a capital do departamento de Sena e Marne e na região de Île-de-France, 40 km ao sudeste de Paris, num meandro do Sena. Os seus habitantes são chamados de Melunais(es) (mais raramente Melunois ou Melodunois).

## História
Era conhecida como Meloduno (em latim: Melodunum) durante o período romano.

## Escolas

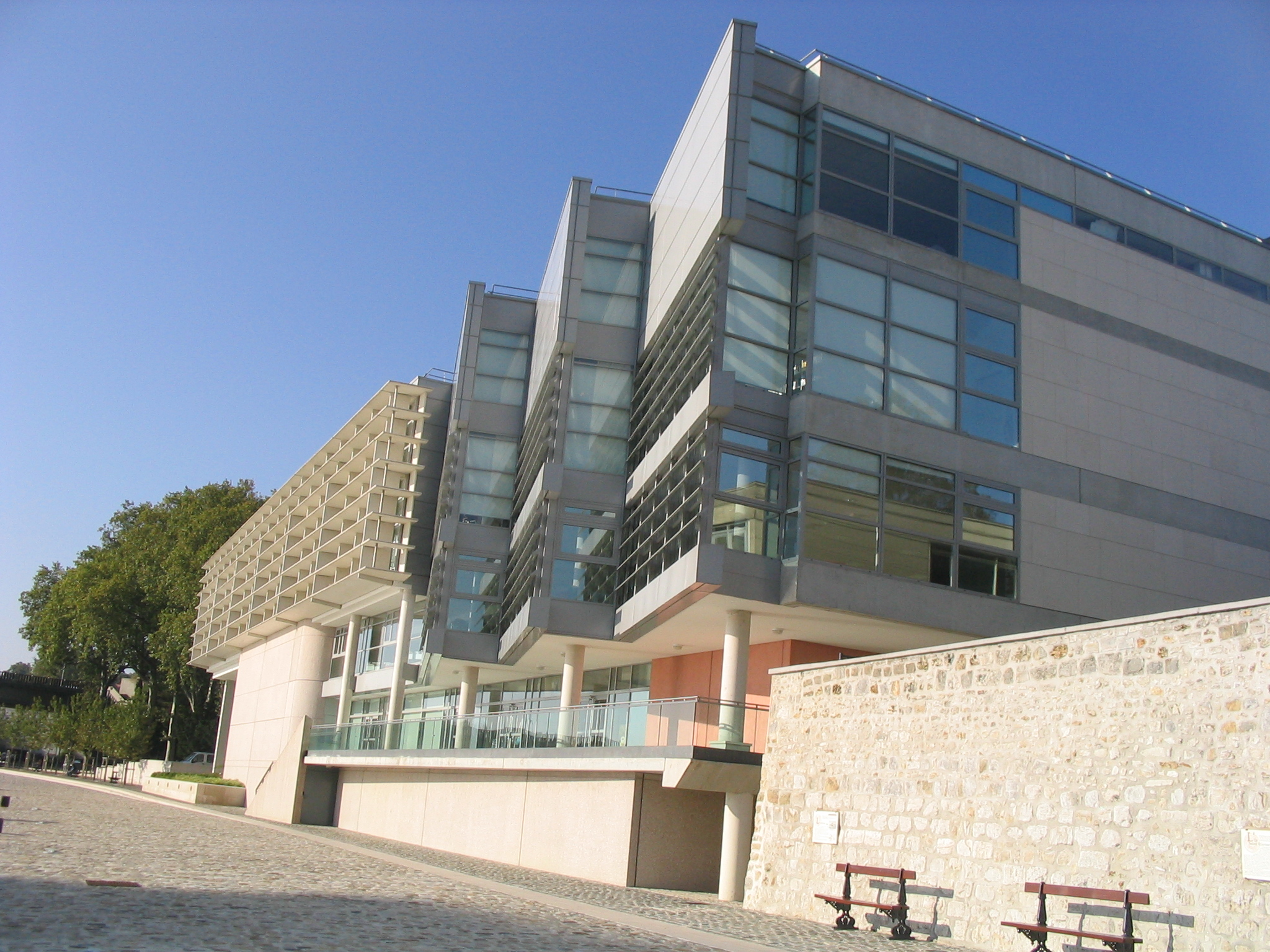
Bibliotéca de Melun

A comuna conta com  16 escolas maternais, 15 escolas elementares, 6 colégios dos quais dois privados, 4 liceus dos quais 1 privado, um instituto de direito e de economia, e por último quatro centros universitários.

## Universidade
- École nationale de l'aviation civile

## Cultura e Patrimônio
A Igreja Saint-Aspais é de pedra, construída no século X no estilo gótico resplandecente.

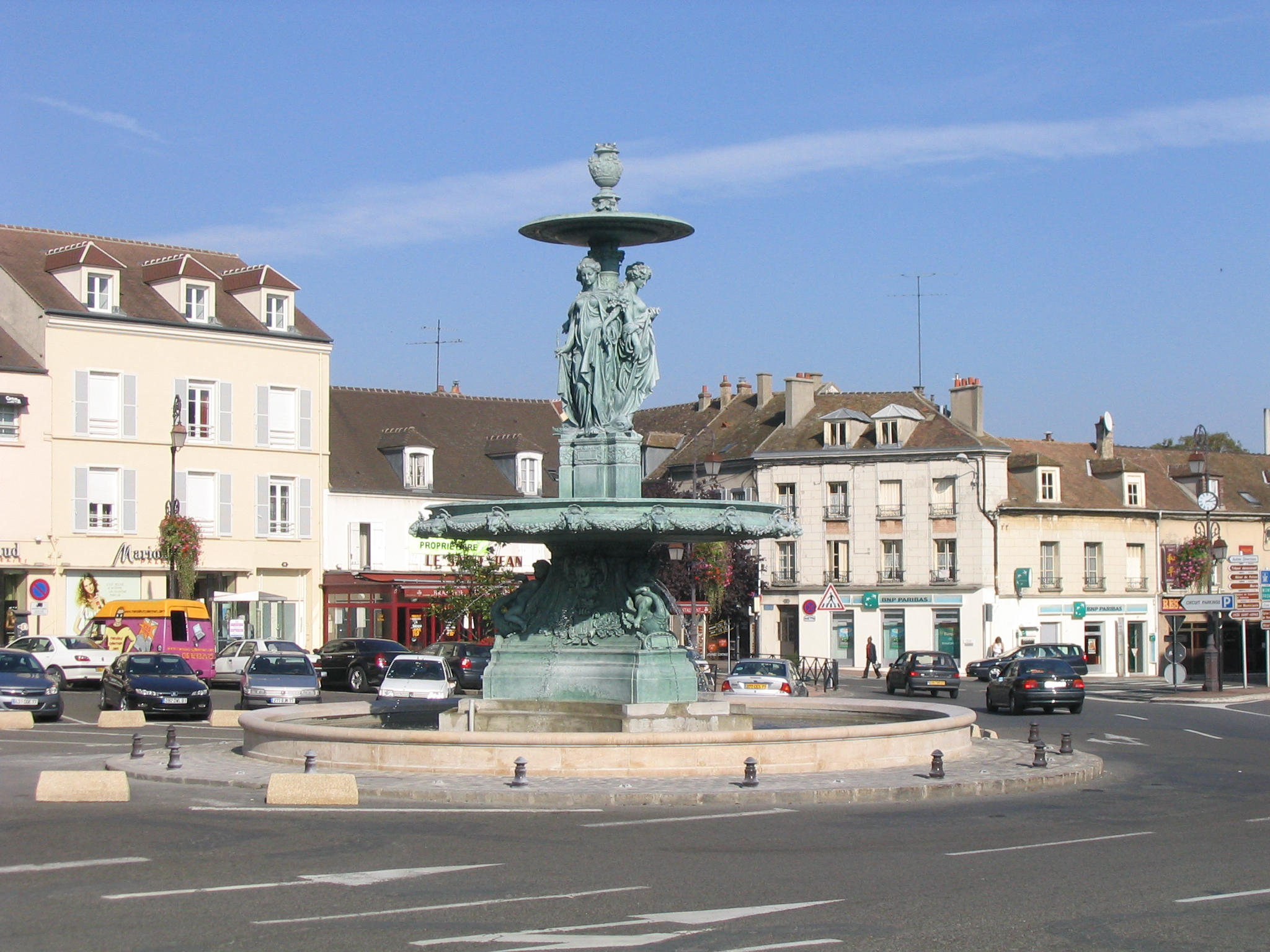
Praça St Jean